# Зіткнення поїздів біля Дагаркі
Зіткення двох поїздів біля міста Дагаркі відбулося 7 червня 2021 року в провінції Сінд, Пакистан. Один з поїздів зійшов з рейок на протилежну колію, внаслідок чого відбулося зіткнення з другим поїздом. В обох потягах перебувало близько 1100 пасажирів. Після зіткнення розпочате офіційне розслідування для з'ясування причин катастрофи. Війська Армії Пакистану та рейнджерів Сінд разом з цивільною адміністрацією проводили пошуково-рятувальні операції на місці зіткнення. Первинний звіт встановив, що початкове сходження з рейок було спричинене несправністю зварювального з'єднання.

## Передумови
Пакистанська залізниця має погану систему сигналізації, а частина колій перебуває в аварійному стані. Корумпованість влади є причиною невмілого управління залізницею, що впливає на підвищення аварійності залізничного транспорту. Погіршенню ситуації сприяє і відсутність інвестицій у дану галузь. Голова Пакистанської залізниці Габібур Регман Ґілані заявив, що колії навколо місця аварії були старими та потребували заміни, адже деякі відрізки залізничних шляхів не модернізовували з часу розділу Індії.

## Перебіг подій
7 червня 2021 року потяг «Міллат-Експрес», що вирушав з Карачі, виїхав зі станції Дагаркі о 3:28 PKT (6 червня 2021, 22:28 за UTC), прямуючи до Сарґодги, провінція Пенджаб. Через десять хвилин, о 3:38, поїзд зійшов з рейок між залізничними станціями Дагаркі та Реті. Приблизно через хвилину в «Міллат-Експрес» врізався «Сер Сайед Експрес», який їхав у зворотному напрямку. Машиніст останнього загальмував, проте зупинити вчасно потяг не вдалося.
За даними адміністрації Пакистанських залізниць, 703 пасажири перебували на «Міллат-Експрес», а 505 — на «Сер Сайед Експрес». Усман Абдулла, заступник комісара Готкі, заявив, що внаслідок аварії 13–14 вагонів зійшли з рейок, з яких 6–8 «повністю знищені».

## Жертви
У день зіткнення, 7 червня 2021 року, стало відомо, що внаслідок аварії загинули щонайменше 30 осіб.
8 червня 2021 року число загиблих зросло до 65 осіб, понад 100 отримали поранення.